# Хорватське радіотелебачення

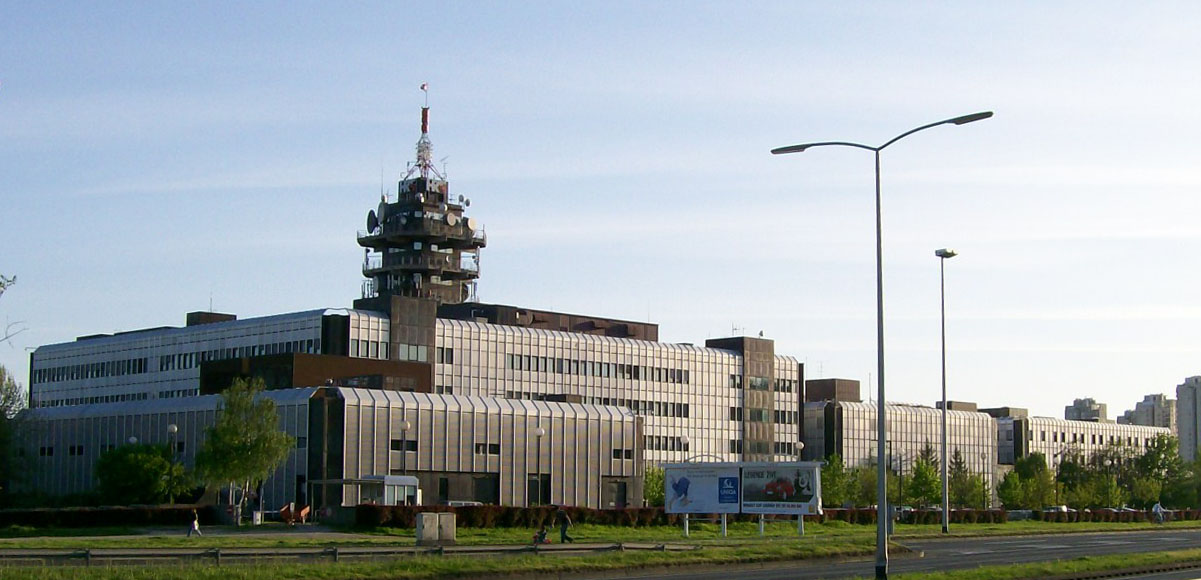
Штаб-квартира Загребської телерадіокомпанії «у Присав'ї»

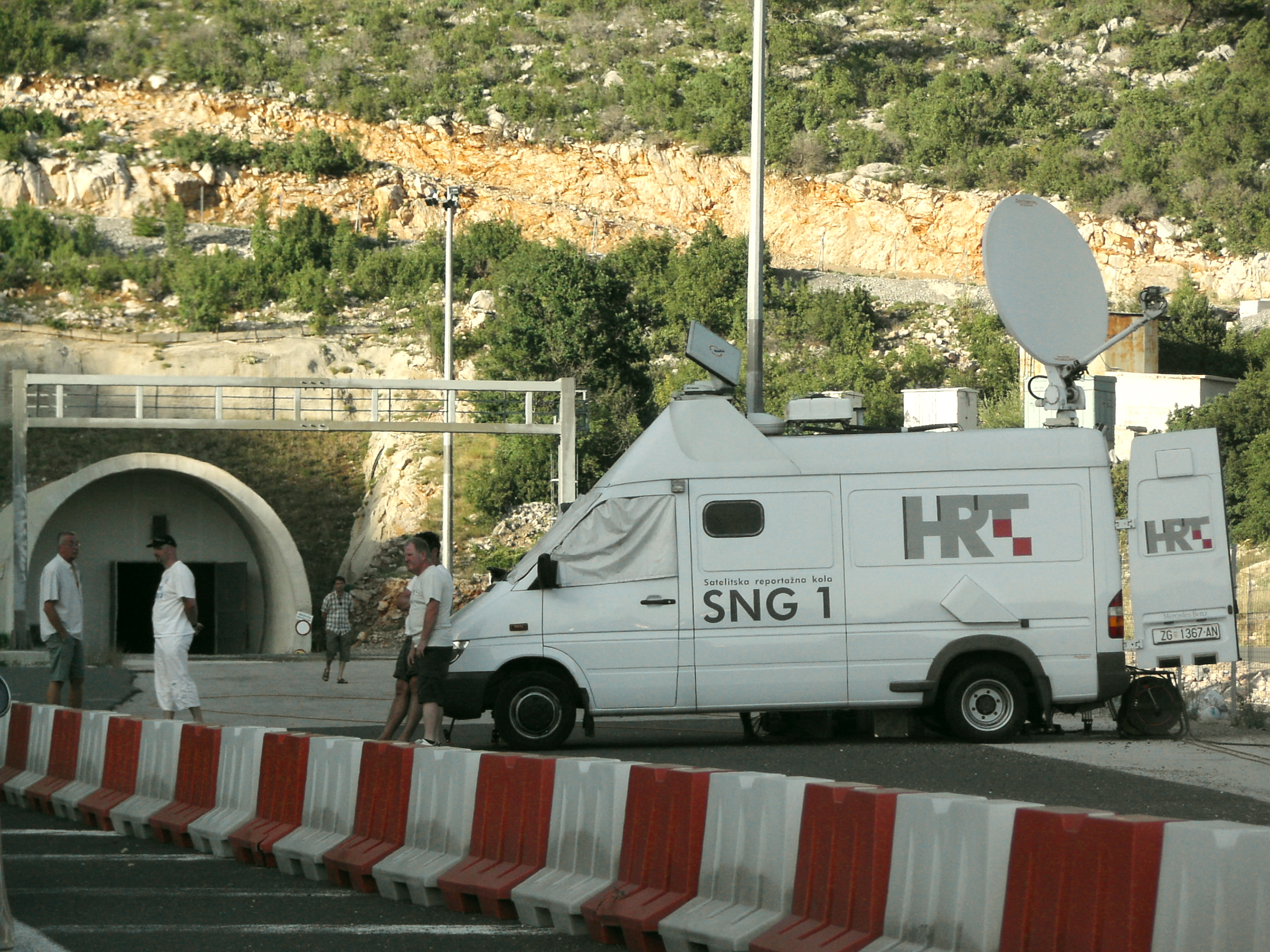
Репортерський автомобіль Хорватського радіотелебачення

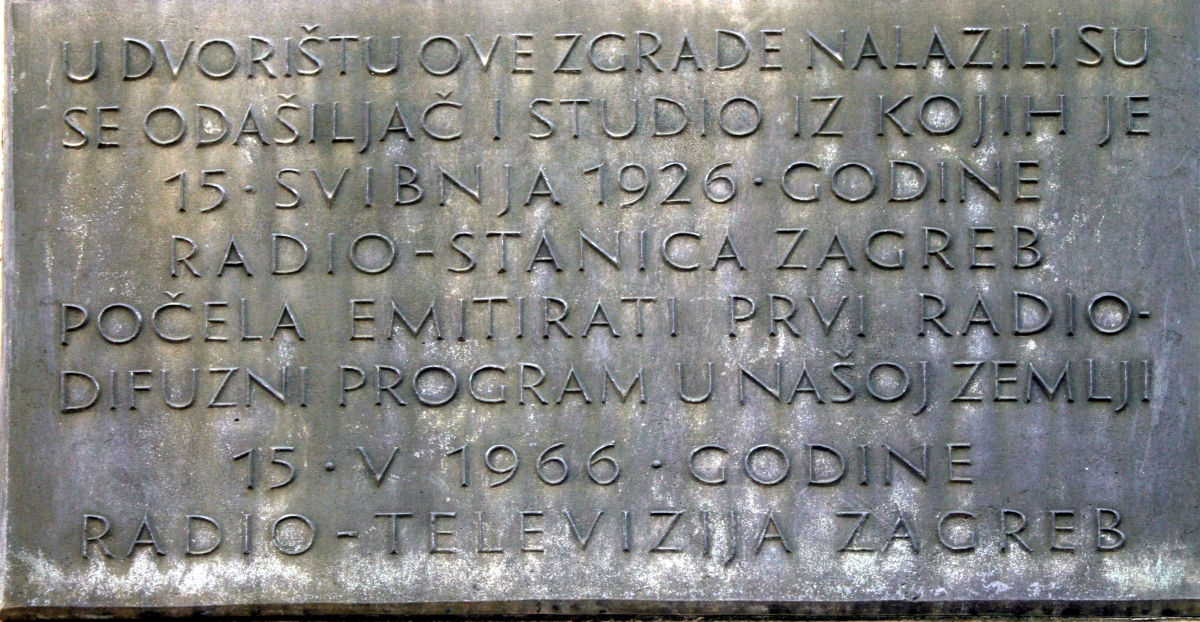
Меморіальний камінь у Загребі на згадку про першу радіо- і телепередачу

Хорватське радіотелебачення (Hrvatska radiotelevizija, HRT) — громадська телерадіокомпанія, заснована в Загребі, що підтримує роботу чотирьох телевізійних каналів і п'яти радіостанцій (у тому числі 1 регіональної). З 1 січня 1993 HRT є членом Європейської мовної спілки.

## Історія
Початок радіомовлення в Хорватії припадає на 20-ті роки XX століття. Перша передача офіційно вийшла в радіоефір 15 травня 1926 року. Привіт, привіт! Говорить Радіо Загреба — такими були перші слова, сказані о 20:30 на радіо ведучою Боженою Бегович.
Хорватське радіо і телебачення (скорочено HRT) — національна теле- і радіомовна компанія Хорватії. Датою заснування прийнято 15 травня 1926, коли засновано Хорватське радіо (тоді Радіо Загреб). Хорватське телебачення (на той час — Телебачення Загреб) почало мовити 15 травня 1956. Штаб-квартира HRT знаходиться в Загребі.
Через 30 років після початку радіомовлення 15 травня 1956 відбувся перший ефір телепрограми в Хорватії за допомогою передавача, розташованого неподалік Загреба.

## Канали

### Телебачення
Національні
- HRT 1 — новини, документальні фільми, релігійні програми, ток-шоу та фільми
- HRT 2 — спорт, музика, зарубіжні серіали і фільми, освітні програми
- HRT 3 — Сімейний канал
- HRT 4 — новини та документальний канал

Супутникові
- HRT Plus — архів HRT
- Slika Hrvatske — програма для хорватів за кордоном

### Радіо
- HR 1 — інформаційні програми, релігійні програми, освітні та наукові програми, етнічна музика
- HR 2 — вітчизняна та зарубіжна поп-музика, регіональні програми
- HR 3 — Новини культури та мистецтва, радіовистави, класична і джазова музика